# Louis Giribaut
Louis Giribaut est un ingénieur et balisticien génois du XVe siècle. Il se bat pour le compte du royaume de France pendant la guerre de Cent Ans.

## Biographie
Louis Giribaut est considéré comme l'un des inventeurs de l'artillerie de campagne, en compagnie des frères Bureau (Jean Bureau et Gaspard Bureau). Il invente notamment un chariot attelé pour manœuvrer les couleuvrines, avec des canons plus légers (coulés en bronze) et plus maniables sur affûts roulants. Cette artillerie légère permet un pointage plus précis. Auparavant, on pointait avec des cales et des leviers. Ces nouveaux canons mobiles seront utilisés pour la première fois à Formigny.

### Bataille de Formigny
Le 15 avril 1450, pendant la bataille de Formigny, il sert sous les ordres de Charles de Bourbon. Ce dernier maintient son armée hors de portée des flèches anglaises et ne fait avancer que 60 lances et ses deux couleuvrines sous le commandement de Louis Giribaut, qui commence à faire des ravages parmi les archers, à raison d'un coup chacune toutes les huit minutes.
La bataille est souvent citée pour être celle où l’utilisation du canon eut pour la première fois un effet décisif.